# Meiglyptes
Meiglyptes är ett fågelsläkte i familjen hackspettar inom ordningen hackspettartade fåglar med fyra arter som förekommer i Sydostasien:
- Hjälmspett (M. tukki)
- Tigerspett (M. grammithorax)
- Zebraspett (M. tristis)
- Brokspett (M. jugularis)